# Закон Ома для магнитной цепи
Зако́н О́ма для магни́тной цепи́ (зако́н Го́пкинсона) — физический закон для магнитной цепи, аналогичный закону Ома для электрической цепи. Определяет связь между магнитодвижущей силой, магнитным сопротивлением и магнитным потоком в магнитной цепи.

## Формулировка
В неразветвлённой магнитной цепи магнитный поток прямо пропорционален магнитодвижущей силе и обратно пропорционален полному магнитному сопротивлению.

## Вывод
Рассмотрим неразветвлённую магнитную цепь, состоящую из ярма с площадью поперечного сечения {\displaystyle S} из материала c магнитной проницаемостью {\displaystyle \mu } и зазора из другого материала, имеющего то же сечение и магнитную проницаемость {\displaystyle \mu _{1}}. На ярмо надета катушка с числом витков {\displaystyle N}, по которой идёт ток {\displaystyle i}. Рассмотрим среднюю линию магнитной цепи и применим теорему о циркуляции магнитного поля.
{\displaystyle Hl+H_{1}l_{1}={\frac {4\pi Ni}{c}}.\qquad (1)}
Здесь {\displaystyle H} — напряжённость магнитного поля внутри ярма, {\displaystyle H_{1}} — напряжённость магнитного поля внутри зазора, {\displaystyle l} — длина ярма, измеренная вдоль средней линии индукции, {\displaystyle l_{1}} — длина зазора, с - скорость света в вакууме. Так как линии индукции непрерывны, то значения магнитного потока {\displaystyle \Phi } внутри ярма и внутри зазора одинаковы. Из соотношений {\displaystyle \Phi =BS,B=\mu H} выражаем напряжённость магнитного поля через поток {\displaystyle H=\Phi /(\mu S),} {\displaystyle H_{1}=\Phi /(\mu _{1}S).} Подставляя эти выражения в формулу (1), получаем из неё значение магнитного потока {\displaystyle \Phi }:
{\displaystyle \Phi ={\frac {\frac {4\pi Ni}{c}}{{\frac {l}{\mu S}}+{\frac {l_{1}}{\mu 1S}}}}.}
Полученная формула подобна закону Ома для замкнутой электрической цепи. При этом величина {\displaystyle F_{m}={\frac {4\pi Ni}{c}}} играет роль электродвижущей силы и поэтому по аналогии она получила название магнитодвижущей силы. Её отличие от электродвижущей силы состоит в том, что в магнитном потоке не движутся никакие частицы. Сумма {\displaystyle R_{m}={\frac {l}{\mu S}}+{\frac {l_{1}}{\mu _{1}S}}} входит в формулу так же, как полное сопротивление электрической цепи в законе Ома, и поэтому её называют полным магнитным сопротивлением цепи. Итак, закон Ома для магнитной цепи можно записать в виде {\displaystyle \Phi ={\frac {F_{m}}{R_{m}}}.} В неразветвлённой магнитной цепи магнитный поток равен частному от деления магнитодвижущей силы на полное магнитное сопротивление.

## История
Идею о том, что величину магнитного потока в магнитной цепи можно записать аналогично закону Ома для электрической цепи, первым высказал американский физик Генри Роуланд в 1873 году. Закон часто называют формулой Гопкинсона или законом Гопкинсона в честь английского физика и инженера Джона Гопкинсона (Хопкинсона), который вместе со своим братом Эдвардом в 1886 году разработал формализм для расчёта магнитных цепей. 